# Lijst van rijksmonumenten aan de Bloemgracht (Amsterdam)
Een overzicht van de 105 rijksmonumenten in de stad Amsterdam gelegen in de Jordaan aan de Bloemgracht.
| Object | Oorspronkelijke functie? | Bouwjaar                                        | Architect | Locatie             | Coördinaten?                  | Nr.?   | Afbeelding                                   |
| --- | ------------------------ | ----------------------------------------------- | --------- | ------------------- | ----------------------------- | ------ | -------------------------------------------- |
| Pand met brede gevel onder rechte lijst | Gebouw                   | laatste kwart 18e eeuw                          |           | Bloemgracht 3       | 52° 22' 30" NB, 4° 52' 58" OL | 504    | Meer afbeeldingen                            |
| Pand met gevel onder rechte lijst | Gebouw                   | derde kwart 19e eeuw                            |           | Bloemgracht 7       | 52° 22' 30" NB, 4° 52' 57" OL | 506    | Meer afbeeldingen                            |
| Pand met halsgevel met gedeelde vleugelstukken en palmet in de afdekking                                                                          | Gebouw                   | tweede kwart 18e eeuw en ouder                  |           | Bloemgracht 9       | 52° 22' 30" NB, 4° 52' 57" OL | 507    | Meer afbeeldingen                            |
| Pand met gevel oorspronkelijk als die van nr 9, doch sinds                                                                                        | Gebouw                   | tweede kwart 18e eeuw en ouder                  |           | Bloemgracht 11      | 52° 22' 30" NB, 4° 52' 57" OL | 508    | Meer afbeeldingen                            |
| Pand met ingezwenkte halsgevel onder siertrossen met wapen in het fronton                                                                         | Gebouw                   | eind 17e eeuw en ouder                          |           | Bloemgracht 13      | 52° 22' 30" NB, 4° 52' 57" OL | 509    | Meer afbeeldingen                            |
| Pand met gevel onder rechte klossenlijst | Woonhuis                 | 18e eeuw en ouder                               |           | Bloemgracht 15      | 52° 22' 30" NB, 4° 52' 57" OL | 510    | Meer afbeeldingen                            |
| Huis met gevel onder rechte lijst waarop een dakkapel                                                                                             | Gebouw                   | derde kwart 19e eeuw                            |           | Bloemgracht 17      | 52° 22' 30" NB, 4° 52' 56" OL | 511    | Meer afbeeldingen                            |
| Huis met ingezwenkte halsgevel | Gebouw                   | 17e eeuw en ouder                               |           | Bloemgracht 19      | 52° 22' 30" NB, 4° 52' 56" OL | 512    | Meer afbeeldingen                            |
| Pand met gevel onder in het midden verhoogde lijst met consoles (xviiib                                                                           | Gebouw                   | tweede kwart 18e eeuw                           |           | Bloemgracht 29      | 52° 22' 29" NB, 4° 52' 55" OL | 513    | Meer afbeeldingen                            |
| Pand met gevel onder rechte triglyfenlijst met rozetten en consoles                                                                               | Gebouw                   | laatste kwart 18e eeuw                          |           | Bloemgracht 31      | 52° 22' 29" NB, 4° 52' 55" OL | 514    | Meer afbeeldingen                            |
| Pand met gevel onder rechte lijst | Woonhuis                 | midden 19e eeuw                                 |           | Bloemgracht 33      | 52° 22' 29" NB, 4° 52' 55" OL | 515    | Meer afbeeldingen                            |
| Pand met halsgevel met geruite gedeelde vleugelstukken, een palmet in de afdekking en ornament om de hijsbalk                                     | Woonhuis                 | eerste of tweede kwart 18e eeuw                 |           | Bloemgracht 45      | 52° 22' 29" NB, 4° 52' 53" OL | 517    | Meer afbeeldingen                            |
| Huis met gevel onder rechte lijst | Woonhuis                 | 1628                                            |           | Bloemgracht 47      | 52° 22' 29" NB, 4° 52' 53" OL | 518    | Meer afbeeldingen                            |
| De Koophandel | Gebouw                   | 18e eeuw                                        |           | Bloemgracht 49B     | 52° 22' 29" NB, 4° 52' 53" OL | 519    | Meer afbeeldingen                            |
| Huis met halsgevel | Gebouw                   | 17e eeuw (kern)                                 |           | Bloemgracht 55      | 52° 22' 29" NB, 4° 52' 52" OL | 521    | Meer afbeeldingen                            |
| Dubbel huis in traditionele trant | Gebouw                   | derde kwart 19e eeuw                            |           | Bloemgracht 65      | 52° 22' 28" NB, 4° 52' 51" OL | 522    | Upload foto                                  |
| Pand met gevel onder rechte lijst | Gebouw                   | eerste helft 19e eeuw                           |           | Bloemgracht 69      | 52° 22' 28" NB, 4° 52' 50" OL | 523    | Meer afbeeldingen                            |
| Pand met gevel onder gesneden rechte lijst met consoles waarboven een schilddakje                                                                 | Gebouw                   | 18e eeuw                                        |           | Bloemgracht 71      | 52° 22' 28" NB, 4° 52' 49" OL | 524    | Meer afbeeldingen                            |
| Pand met ingezwenkte halsgevel | Woonhuis                 | tweede helft 18e eeuw                           |           | Bloemgracht 73A     | 52° 22' 28" NB, 4° 52' 49" OL | 525    | Meer afbeeldingen                            |
| De Saayer | Gebouw                   | 1752                                            |           | Bloemgracht 77A     | 52° 22' 28" NB, 4° 52' 48" OL | 526    | Meer afbeeldingen                            |
| Woonhuis behorende bij de vroegere suikerraffinaderij de jonge saayer                                                                             | Woonhuis                 | derde kwart 18e eeuw                            |           | Bloemgracht 79      | 52° 22' 28" NB, 4° 52' 48" OL | 527    | Meer afbeeldingen                            |
| De Jonge Saayer | Woonhuis                 | tweede helft 18e eeuw                           |           | Bloemgracht 81      | 52° 22' 28" NB, 4° 52' 48" OL | 528    | Meer afbeeldingen                            |
| Pand met halsgevel met gedeelde vleugelstukken, hoekvazen en het jaartal in de afdekking                                                          | Gebouw                   | 1739                                            |           | Bloemgracht 83      | 52° 22' 28" NB, 4° 52' 47" OL | 529    | Meer afbeeldingen                            |
| Pand met halsgevel met gedeelde vleugelstukken, hoekvazen en een driekante steek in de afdekking                                                  | Woonhuis                 | 1739                                            |           | Bloemgracht 85      | 52° 22' 28" NB, 4° 52' 47" OL | 530    | Meer afbeeldingen                            |
| Pand met trapgevel van het 'type met grote blokken'                                                                                               | Gebouw                   | 1642                                            |           | Bloemgracht 87      | 52° 22' 27" NB, 4° 52' 47" OL | 531    | Meer afbeeldingen                            |
| Pand met trapgevel van het 'type met grote blokken'                                                                                               | Gebouw                   | 1642                                            |           | Bloemgracht 89      | 52° 22' 27" NB, 4° 52' 47" OL | 532    | Meer afbeeldingen                            |
| Pand met trapgevel van het 'type met grote blokken'                                                                                               | Gebouw                   | 1642                                            |           | Bloemgracht 91      | 52° 22' 27" NB, 4° 52' 47" OL | 533    | Meer afbeeldingen                            |
| Pand met gevel onder rechte lijst waarboven dwars dak                                                                                             | Woonhuis                 | eerste helft 19e eeuw                           |           | Bloemgracht 93      | 52° 22' 27" NB, 4° 52' 46" OL | 534    | Meer afbeeldingen                            |
| Hoekhuis met gevel onder rechte lijst | Gebouw                   | 18e/19e eeuw                                    |           | Bloemgracht 95A     | 52° 22' 27" NB, 4° 52' 46" OL | 535    | Meer afbeeldingen                            |
| Hoekhuis met halsgevel met hoefijzer in de afdekking                                                                                              | Gebouw                   | eerste of tweede kwart 18e eeuw                 |           | Bloemgracht 99      | 52° 22' 27" NB, 4° 52' 45" OL | 536    | Meer afbeeldingen                            |
| Pand met ingezwenkte halsgevel waarvan de afdekking is verdwenen                                                                                  | Gebouw                   | derde kwart 18e eeuw                            |           | Bloemgracht 109     | 52° 22' 27" NB, 4° 52' 44" OL | 537    | Meer afbeeldingen                            |
| Pand met gevel onder klokvormige top met rollagen                                                                                                 | Gebouw                   | 18e/19e eeuw                                    |           | Bloemgracht 121     | 52° 22' 27" NB, 4° 52' 44" OL | 538    | Meer afbeeldingen                            |
| Pand met gevel onder rechte klossenlijst | Gebouw                   | 18e/19e eeuw                                    |           | Bloemgracht 123     | 52° 22' 27" NB, 4° 52' 43" OL | 539    | Meer afbeeldingen                            |
| Voorgebouw van het hofje in de vorm van een dubbel huis met gevel onder rechte lijst, voorzien van een gepleisterde middenrisaliet en hoeklisenen | Gebouw                   | derde kwart 19e eeuw                            |           | Bloemgracht 125     | 52° 22' 26" NB, 4° 52' 43" OL | 540    | Meer afbeeldingen                            |
| Pand met gevel onder punttop | Gebouw                   | 18e/19e eeuw                                    |           | Bloemgracht 129     | 52° 22' 26" NB, 4° 52' 43" OL | 541    | Meer afbeeldingen                            |
| Pand met gevel onder rechte lijst met consoles en schilddakje                                                                                     | Gebouw                   | laatste kwart 18e eeuw                          |           | Bloemgracht 131     | 52° 22' 26" NB, 4° 52' 42" OL | 542    | Meer afbeeldingen                            |
| Complex woningen onder twee dwarse daken | Gebouw                   | 1754-1757                                       |           | Bloemgracht 171-173 | 52° 22' 26" NB, 4° 52' 40" OL | 543    | Meer afbeeldingen                            |
| Pand met puntgevel met gebogen afdekking op het halsje                                                                                            | Gebouw                   | tweede kwart 18e eeuw                           |           | Bloemgracht 191     | 52° 22' 26" NB, 4° 52' 38" OL | 544    | Meer afbeeldingen                            |
| Pand met gevel onder rechte lijst met consoles | Gebouw                   | derde kwart 19e eeuw                            |           | Bloemgracht 4       | 52° 22' 31" NB, 4° 52' 60" OL | 545    | Meer afbeeldingen                            |
| Pand met gevel onder rechte lijst met consoles | Gebouw                   | eerste helft 18e eeuw                           |           | Bloemgracht 6A      | 52° 22' 31" NB, 4° 52' 59" OL | 546    | Meer afbeeldingen                            |
| Pand met klokgevel | Gebouw                   | derde kwart 18e eeuw                            |           | Bloemgracht 8       | 52° 22' 31" NB, 4° 52' 59" OL | 547    | Meer afbeeldingen                            |
| Pand met ingezwenkte halsgevel met voluten en het jaartal in de door een vaas bekroonde gelobde afdekking                                         | Gebouw                   | 1735                                            |           | Bloemgracht 22      | 52° 22' 31" NB, 4° 52' 57" OL | 548    | Meer afbeeldingen                            |
| Pand met ingezwenkte halsgevel met deur uit dezelfde tijd en snijraam                                                                             | Gebouw                   | derde kwart 18e eeuw                            |           | Bloemgracht 30      | 52° 22' 31" NB, 4° 52' 56" OL | 549    | Meer afbeeldingen                            |
| Pand met halsgevel met vleugelstukken van het 'type met doorboorde bloem'                                                                         | Gebouw                   | eerste kwart 18e eeuw                           |           | Bloemgracht 32      | 52° 22' 31" NB, 4° 52' 56" OL | 550    | Meer afbeeldingen                            |
| Huis met gevel onder rechte lijst met houten opzetstuk                                                                                            | Gebouw                   | eerste kwart 18e eeuw (kern)                    |           | Bloemgracht 34      | 52° 22' 31" NB, 4° 52' 56" OL | 551    | Meer afbeeldingen                            |
| Pand met gevel onder zwak getoogde gesneden lijst met twee consoles en twee hijsbalken twee gesneden deuren                                       | Gebouw                   | derde kwart 18e eeuw                            |           | Bloemgracht 36      | 52° 22' 31" NB, 4° 52' 56" OL | 552    | Meer afbeeldingen                            |
| Pand met gevel onder gesneden rechte lijst | Gebouw                   | 18e eeuw                                        |           | Bloemgracht 40      | 52° 22' 30" NB, 4° 52' 55" OL | 553    | Meer afbeeldingen                            |
| Pand met halsgevel met vleugelstukken van neergolvend bladwerk en een schelp in het fronton                                                       | Gebouw                   | tegen 1700                                      |           | Bloemgracht 42      | 52° 22' 30" NB, 4° 52' 55" OL | 554    | Meer afbeeldingen                            |
| Huis met latere gevel onder 19e-eeuwse rechte lijst                                                                                               | Gebouw                   | waarschijnlijk 17e eeuw (kern)                  |           | Bloemgracht 56      | 52° 22' 30" NB, 4° 52' 54" OL | 555    | Meer afbeeldingen                            |
| Huis met latere, van een begin-20e-eeuwse afsluiting voorziene gevel                                                                              | Gebouw                   | 17e/20e eeuw                                    |           | Bloemgracht 58      | 52° 22' 30" NB, 4° 52' 54" OL | 556    | Meer afbeeldingen                            |
| Huis met latere gevel onder 19e-eeuwse rechte lijst waarop een dakkapel                                                                           | Gebouw                   | 17e/19e eeuw                                    |           | Bloemgracht 60      | 52° 22' 30" NB, 4° 52' 54" OL | 557    | Meer afbeeldingen                            |
| Huis met gevel onder rechte lijst | Gebouw                   | vermoedelijk 17e eeuw                           |           | Bloemgracht 62      | 52° 22' 30" NB, 4° 52' 54" OL | 558    | Meer afbeeldingen                            |
| Pand met ingezwenkte halsgevel met ornament in de gelobde afdekking                                                                               | Woonhuis                 | tegen 1750                                      |           | Bloemgracht 64      | 52° 22' 30" NB, 4° 52' 54" OL | 559    | Meer afbeeldingen                            |
| Pand met gevel onder rechte lijst | Gebouw                   | derde kwart 19e eeuw                            |           | Bloemgracht 66      | 52° 22' 30" NB, 4° 52' 53" OL | 560    | Meer afbeeldingen                            |
| Pand met gevel onder rechte lijst | Gebouw                   | 18e eeuw                                        |           | Bloemgracht 72      | 52° 22' 30" NB, 4° 52' 53" OL | 561    | Meer afbeeldingen                            |
| Hoekhuis, een geheel vormend met tweede leliedwarsstraat 25                                                                                       | Gebouw                   | ca. 1800                                        |           | Bloemgracht 76      | 52° 22' 30" NB, 4° 52' 52" OL | 562    | Meer afbeeldingen                            |
| Pand met halsgevel met vleugelstukken van het 'type met doorboorde bloem' ornament in de afdekking en boomstamtralies in het keldervenster        | Gebouw                   | eerste kwart 18e eeuw                           |           | Bloemgracht 86      | 52° 22' 29" NB, 4° 52' 50" OL | 563    | Meer afbeeldingen                            |
| Breed huis van drie vensterassen met gevel onder rechte lijst                                                                                     | Gebouw                   | laatste kwart 17e eeuw of eerste kwart 18e eeuw |           | Bloemgracht 90A     | 52° 22' 29" NB, 4° 52' 50" OL | 564    | Meer afbeeldingen                            |
| Pand met ingezwenkte halsgevel | Bedrijfs-,fabriekswoning | 18e/19e eeuw                                    |           | Bloemgracht 96      | 52° 22' 29" NB, 4° 52' 49" OL | 565    | Pand met ingezwenkte halsgevel               |
| Bloemgrachtkerk | Kerk en kerkonderdeel    | 1880                                            |           | Bloemgracht 98      | 52° 22' 29" NB, 4° 52' 49" OL | 518325 | Meer afbeeldingen                            |
| Huis met gevel onder punttop | Gebouw                   | 1644                                            |           | Bloemgracht 106     | 52° 22' 29" NB, 4° 52' 48" OL | 566    | Meer afbeeldingen                            |
| Pand met pilaster-halsgevel met gesneden puilijst en jaartalsteen                                                                                 | Gebouw                   | 1644                                            |           | Bloemgracht 108     | 52° 22' 29" NB, 4° 52' 48" OL | 567    | Meer afbeeldingen                            |
| Huis met gevel onder klokvormige top met rollagen                                                                                                 | Woonhuis                 | 1644                                            |           | Bloemgracht 110     | 52° 22' 29" NB, 4° 52' 47" OL | 568    | Meer afbeeldingen                            |
| Pand met halsgevel met gedeelde vleugelstukken en palmet in de afdekking                                                                          | Gebouw                   | eerste of tweede kwart 18e eeuw                 |           | Bloemgracht 116     | 52° 22' 29" NB, 4° 52' 47" OL | 569    | Meer afbeeldingen                            |
| Pand met gevel onder in het midden verhoogde triglyfenlijst                                                                                       | Gebouw                   | eerste helft 18e eeuw                           |           | Bloemgracht 118     | 52° 22' 29" NB, 4° 52' 47" OL | 570    | Meer afbeeldingen                            |
| Pand met gevel onder recht lijst | Gebouw                   | tweede helft 19e eeuw                           |           | Bloemgracht 120     | 52° 22' 29" NB, 4° 52' 47" OL | 571    | Meer afbeeldingen                            |
| Pand met gevel onder in het midden verhoogde triglyfenlijst                                                                                       | Woonhuis                 | eerste helft 18e eeuw                           |           | Bloemgracht 122A    | 52° 22' 28" NB, 4° 52' 46" OL | 572    | Meer afbeeldingen                            |
| Hoekhuis van grotendeels 19e-eeuws karakter | Woonhuis                 | derde kwart 19e eeuw                            |           | Bloemgracht 130     | 52° 22' 28" NB, 4° 52' 45" OL | 573    | Hoekhuis van grotendeels 19e-eeuws karakter  |
| Hoekhuis onder schilddak met gevels onder omlopende rechte lijst                                                                                  | Gebouw                   | eerste helft 19e eeuw                           |           | Bloemgracht 132     | 52° 22' 28" NB, 4° 52' 45" OL | 574    | Meer afbeeldingen                            |
| Pand met gevel onder lijst met twee consoles | Werk-woonhuis            | 18e eeuw                                        |           | Bloemgracht 140     | 52° 22' 28" NB, 4° 52' 44" OL | 575    | Pand met gevel onder lijst met twee consoles |
| Pand met gevel onder rechte klossenlijst | Gebouw                   | eerste helft 19e eeuw                           |           | Bloemgracht 144     | 52° 22' 28" NB, 4° 52' 43" OL | 576    | Pand met gevel onder rechte klossenlijst     |
| Huis met latere gevel, bekroond door een klokvormige top onder rollagen                                                                           | Gebouw                   | 17e/19e eeuw                                    |           | Bloemgracht 156     | 52° 22' 27" NB, 4° 52' 41" OL | 577    | Meer afbeeldingen                            |
| Pand met halsgevel met rijk gebeeldhouwde vleugelstukken en een wassende maan in de gelobde afdekking                                             | Gebouw                   | tweede kwart 18e eeuw                           |           | Bloemgracht 158     | 52° 22' 27" NB, 4° 52' 41" OL | 578    | Meer afbeeldingen                            |
| Pand met gevel onder rechte lijst | Woonhuis                 | 17e/18e/19e eeuw                                |           | Bloemgracht 160     | 52° 22' 27" NB, 4° 52' 41" OL | 579    | Pand met gevel onder rechte lijst            |
| Pand met gevel onder klokvormige top met rollagen                                                                                                 | Gebouw                   | 18e/19e eeuw                                    |           | Bloemgracht 162     | 52° 22' 27" NB, 4° 52' 41" OL | 580    | Meer afbeeldingen                            |
| Pand met halsgevel met gedeelde vleugelstukken en het jaartal in de afdekking                                                                     | Woonhuis                 |                                                 |           | Bloemgracht 164     | 52° 22' 27" NB, 4° 52' 41" OL | 581    | Meer afbeeldingen                            |
| Pand met ingezwenkte halsgevel | Gebouw                   | derde kwart 18e eeuw                            |           | Bloemgracht 166     | 52° 22' 27" NB, 4° 52' 40" OL | 582    | Meer afbeeldingen                            |
| Pand met halsgevel | Gebouw                   | ca. 1725                                        |           | Bloemgracht 168     | 52° 22' 27" NB, 4° 52' 40" OL | 583    | Meer afbeeldingen                            |
| Pand met halsgevel met palmet in de afdekking en een steen waarop ao 1740 t scrikkeliaar (sic                                                     | Gebouw                   | 1740                                            |           | Bloemgracht 172     | 52° 22' 27" NB, 4° 52' 40" OL | 584    | Meer afbeeldingen                            |
| Pand met gevel onder rechte lijst | Gebouw                   | 18e of eerste helft 19e eeuw                    |           | Bloemgracht 174     | 52° 22' 27" NB, 4° 52' 39" OL | 585    | Meer afbeeldingen                            |